# Путівник по оркестру для юнацтва
Путівник по оркестру для юнацтва (англ. The Young Person's Guide to the Orchestra) Op. 34 — музична композиція Бенджаміна Бріттена, написана в 1946 році з підзаголовком «Варіації і фуга на теми Генрі Перселла». Спочатку він був замовлений для навчального фільму під назвою «Інструменти оркестру» (The Instruments of the Orchestra), режисер Muir Mathieson. У цьому фільмі був задіяний Лондонський симфонічний оркестр під орудою Малькольма Сарджента.
Цей твір є одним з найвідоміших творів композитора, і є одним з трьох широко використовуваних творів для ознайомлення дітей з інструментами симфонічного оркестру поряд із «Карнавалом тварин» К. Сен-Санса і казкою «Пєтя і Вовк» С. Прокоф'єва.
Твір написано для оркестру з подвійним складом духових (пікколо, 2 флейти, 2 гобоя, 2 кларнета, 2 фагота, 4 валторни, 2 труби, 3 тромбони, туба). Із ударних використано литаври, барабан, тарілки, бубон, трикутник, малий барабан, дерев'яний блок, ксилофон, кастаньєти, тамтам, бич-хлопавка. Окрім смичкових струнних використано арфу.

## Структура
Темою цього твору стало рондо із музики до спектаклю «Abdelazer» Генрі Перселла. Тема грається спочатку всім оркестром, а потім почергово окремими групами — дерев'яних, мідних, струнних і ударних інструментів. У наступних варіаціях соло почергово доручається усім інструментам симфонічного оркестру в такому порядку — дерев'яні, струнні, мідні і ударні, причому в середині кожної групи інструменти слідують від високих до низьких, в тому порядку, в якому зазвичай їх пишуть в партитурах. 
Тема: Allegro maestoso e largamente — дерев'яні духові інструменти, мідні, струнні, потім ударні
- Варіація A: Presto — флейти
- Варіація B: Lento — гобої
- Варіація C: Moderato — кларнети
- Варіація D: Allegro alla marcia — фаготи
- Варіація E: Brillante: alla polacca — скрипки
- Варіація F: Meno Mosso — альти
- Варіація G: — віолончелі
- Варіація H: Cominciando lento ma poco a poco accel. al Allegro — контрабаси
- Варіація I: Maestoso — арфа
- Варіація J: L'istesso tempo — валторни
- Варіація K: Vivace — труби
- Варіація L: Allegro pomposo — тромбони і туба
- Варіація M: Moderato — Ударні (литаври; бас-барабан і тарілки, бубон і трикутник; малий барабан і дерев'яний брусок, ксилофон, кастаньєти і гонг; бич-хлопавка; усі ударні)
- Фуга: Allegro Molto

### Відео
- Eight minute clip [Архівовано 20 червня 2016 у Wayback Machine.] у виконанні Лондонського симфонічного оркестру під управлінням Майкл Тілсон Томас.
- 1 частина [Архівовано 24 січня 2012 у Wayback Machine.]

1. 1 2 3 4 5 6  Grove Music Online — OUP. — doi:10.1093/GMO/9781561592630.ARTICLE.46435